# Средња школа „Милоје Васић” Велико Градиште
Средња школа „Милоје Васић” Велико Градиште основана је 1879. године. Налази се на Житном тргу у делу просторне културно-историјске целине старог језгра Великог Градишта. Смештена је у згради бивше Државне гимназије престолонаследника Петра саграђеној наменски и освећеној 1929. године и спада у најлепше грађевине у Великом Градишту. 
Средња школа располаже са 14 класичних учионица, специјализованим учионицама за природне и друштвене науке, језике и реализацију практичне наставе, библиотеком са богатим садржајем књига, фискултурном салом, медијатеком, кабинетом за хотелијерско пословање. Две рачунарске учионице опремљене су са по 15 рачунара новијег типа, са пројектором, скенером, штампачем. Сви рачунари су умрежени.